# Великий Лочник
Великий Лочник (словен. Veliki Ločnik) — поселення в общині Велике Лаще, Осреднєсловенський регіон, Словенія. 
Висота над рівнем моря: 561,8 м.